# Compsapoderus foveipennis
Compsapoderus foveipennis là một loài bọ cánh cứng trong họ Attelabidae. Loài này được Suffrian miêu tả khoa học năm 1870.